# Élections aux Cortes de Castille-La Manche de 1999
Les élections aux Cortes de Castille-La Manche de 1999 (en espagnol : Elecciones a las Cortes de Castilla-La Mancha de 1999) se sont tenues le dimanche 13 juin 1999 afin d'élire les quarante-sept députés de la cinquième législature des Cortes de Castille-La Manche, parlement de la communauté.
Le scrutin voit la victoire du Parti socialiste de Castille-La Manche-PSOE (PSCM-PSOE), qui remporte une nette majorité absolue en voix et en sièges.

## Contexte
Fief socialiste depuis 1982, la Castille-La Manche a connu une poussée de droite à compter de 1993, qui s'est notamment traduite par un affaiblissement du PSCM-PSOE lors des précédentes élections du 28 mai 1995.
Ce scrutin, marqué par une forte participation, voit le Parti populaire de Castille-La Manche (PPCLM) atteindre 44,8 % des voix et 22 députés sur 47, contre 46,2 % et 24 élus pour les socialistes, qui sauvent de justesse leur majorité absolue. Avec 7,7 % des suffrages et 1 parlementaire, la Gauche unie de Castille-La Manche (IU-CLM) conserve sa représentation. Ainsi, bien qu'il enregistre 66 000 voix et 6,3 points de moins que ses adversaires, José Bono peut entamer son quatrième mandat.
Les élections municipales qui se déroulent le même jour ne disent pas autre chose. En totalisant 45 % des voix, le PP vire largement en tête, loin devant le PSOE et ses 39,3 %, tandis qu'IU monte jusqu'à 9,2 %. En conséquence, les conservateurs réalisent le grand chelem des capitales de province, avec une majorité absolue systématique. Ils s'imposent également dans trois grandes villes, laissant les socialistes avec cinq communes d'importance et sans aucune majorité absolue. Le PP s'impose ainsi dans les cinq députations provinciales, un exploit que seule l'UCD était parvenue à accomplir, en 1979.
La domination conservatrice sur la communauté autonome vient se renforcer avec la tenue des élections législatives anticipées du 3 mars 1996. Le PP compte en effet 47,2 % des suffrages et 11 députés sur les 20 à pourvoir dans les cinq provinces, le PSOE se contentant de 42,7 % des voix et des 9 mandats restants. Après les européennes de 1994 et les municipales de 1995, c'est la troisième fois en trois ans que le centre droit dépasse les socialistes en Castille-La Manche.

## Mode de scrutin

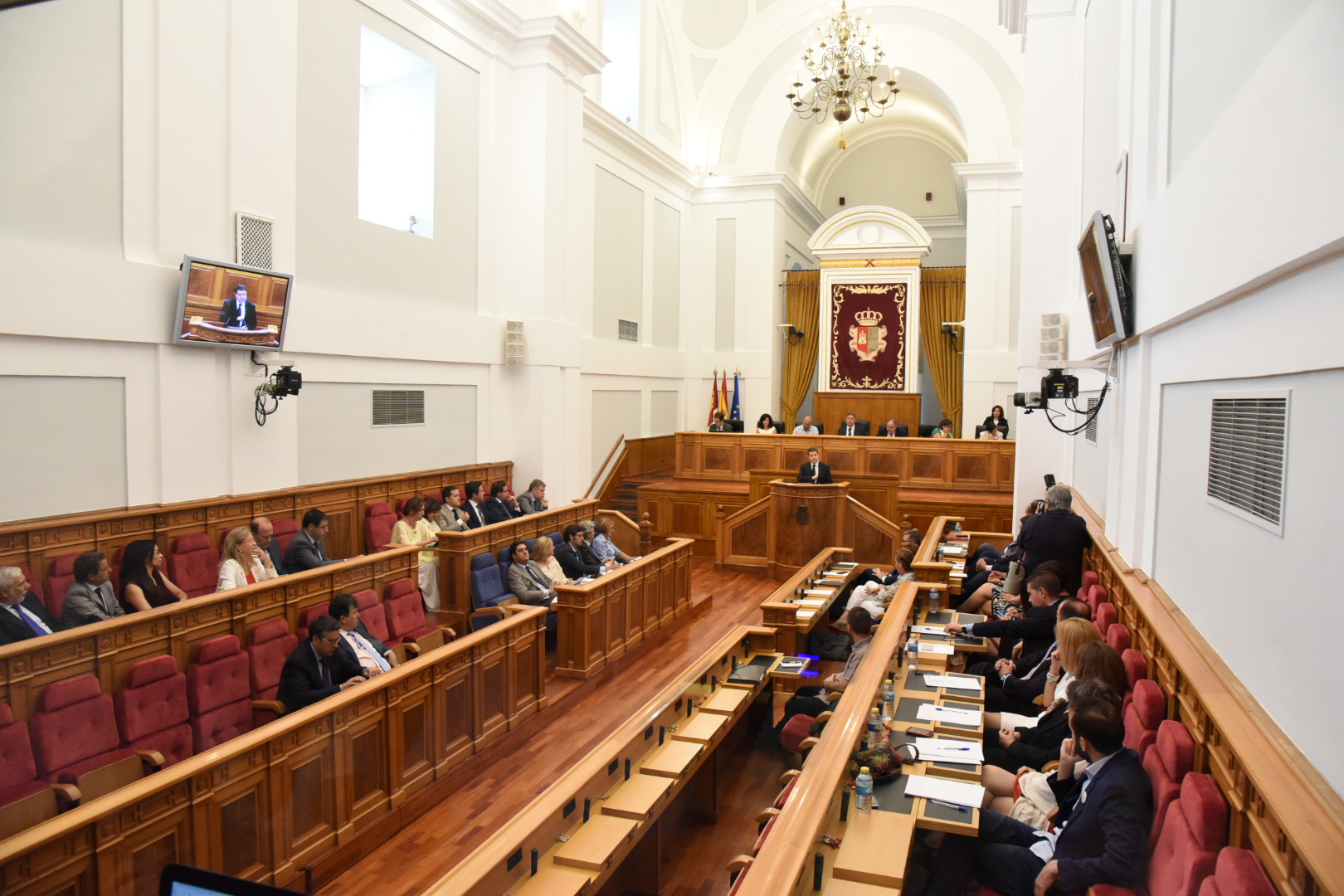
Salle des séances des Cortes de Castille-La Manche.

Les Cortes de Castille-La Manche (en espagnol : Cortes de Castilla-La Mancha) se composent de 47 députés, élus pour un mandat de quatre ans au suffrage universel direct, suivant le scrutin proportionnel à la plus forte moyenne d'Hondt.
Chaque province constitue une circonscription, à raison de 10 sièges pour Albacete, 11 sièges pour Ciudad Real, 8 sièges pour Cuenca, 7 sièges pour Guadalajara et 11 sièges pour Tolède. Seules les forces politiques – partis, coalitions, indépendants – ayant remporté au moins 3 % des suffrages exprimés au niveau d'un territoire provincial participent à la répartition des sièges.

## Campagne

### Partis et chefs de file
| Force politique | Force politique                                                                           | Chef de file                      | Idéologie                                         | Score en 1995              |
| --------------- | ----------------------------------------------------------------------------------------- | --------------------------------- | ------------------------------------------------- | -------------------------- |
|                 | Parti socialiste de Castille-La Manche-PSOE Partido Socialista de Castilla-La Mancha-PSOE | José Bono (Président de la Junte) | Centre gauche Social-démocratie, progressisme     | 46,2 % des voix 24 députés |
|                 | Parti populaire de Castille-La Manche Partido Popular de Castilla-La Mancha               | Agustín Conde (Maire de Tolède)   | Centre droit Conservatisme, démocratie chrétienne | 44,8 % des voix 22 députés |
|                 | Gauche unie de Castille-La Manche Izquierda Unida de Castilla-La Mancha                   | José Molina Martínez              | Gauche Écosocialisme, républicanisme              | 7,7 % des voix 1 député    |

## Résultats

### Voix et sièges
| Inscrits                                                | Inscrits                 | Inscrits                 | 1 413 503 |             |                      |                      |
| Abstentions                                             | Abstentions              | Abstentions              | 355 493   | 25,15 %     |                      |                      |
| Votants                                                 | Votants                  | Votants                  | 1 058 010 | 74,85 %     |                      |                      |
|                                                         |                          |                          |           |             |                      |                      |
| Bulletins enregistrés                                   | Bulletins enregistrés    | Bulletins enregistrés    | 1 058 010 |             |                      |                      |
| Bulletins blancs ou nuls                                | Bulletins blancs ou nuls | Bulletins blancs ou nuls | 22 075    | 2,09 %      |                      |                      |
| Suffrages exprimés                                      | Suffrages exprimés       | Suffrages exprimés       | 1 035 935 | 97,91 %     | 47 sièges à pourvoir | 47 sièges à pourvoir |
|                                                         |                          |                          |           |             |                      |                      |
| Liste                                                   | Tête de liste            |                          | Suffrages | Pourcentage | Sièges acquis        | Var.                 |
| Parti socialiste de Castille-La Manche-PSOE (PSCM-PSOE) | José Bono                |                          | 561 332   | 54,19 %     | 26 / 47              | 2                    |
| Parti populaire de Castille-La Manche (PPCLM)           | Agustín Conde            |                          | 424 531   | 40,98 %     | 21 / 47              | 1                    |
| Gauche unie de Castille-La Manche (IU-CLM)              | José Molina Martínez     |                          | 35 881    | 3,46 %      | 0 / 47               | 1                    |
| Autres listes                                           | Néant                    |                          | 14 191    | 1,37 %      | 0 / 47               |                      |

### Analyse
Cette élection enregistre une légère baisse de la participation, en ce que 8 000 électeurs de moins se rendent aux urnes en ce dimanche qui combine élections municipales, régionales et européennes.
Si la victoire revient au Parti socialiste de Castille-La Manche-PSOE, celle-ci est nette et large. Totalisant 78 000 suffrages supplémentaires en quatre ans, il dépasse les 500 000 voix, une première dans la région, et n'a aucune difficulté à repasser la barre de la majorité absolue en voix et à s'arroger, à l'époque, son meilleur score. Le renforcement de sa majorité parlementaire s'accompagne d'un nouveau grand chelem avec une victoire dans les cinq provinces. Le Parti populaire de Castille-La Manche, qui avait changé de chef de file pour ce scrutin après deux candidatures de José Manuel Molina, perd lui 45 000 voix et 2 députés. Il laisse aux socialistes les circonscriptions de Cuenca et de Guadalajara, qu'il avait remportées en 1995. Quant à la Gauche unie de Castille-La Manche, après huit années dans l'hémicycle, elle perd son unique représentant, issu d'Albacete, et plus de la moitié de ses suffrages en quatre ans.

### Conséquences
Le 14 juillet, José Bono est investi président de la Junte des communautés pour un cinquième mandat, par 26 voix contre 21.